# Europa-Park
Europa-Park je největší zábavní park v Německu a druhý nejoblíbenější zábavní park v Evropě (po Disneylandu v Paříži). Nachází se v Rustu v jihozápadním Německu. Byl otevřen v roce 1975.
V parku se nachází 13 horských drah. Nejstarší horská dráha je Alpenexpress Enzian, která byla otevřena v roce 1984.
Europa-Park pojme až 60 000 návštěvníků denně. V roce 2019 park navštívilo 5,75 milionu návštěvníků.
Areál zabírá 95 hektarů. V parku se nachází šest hotelů, jeden kemp, jedno kino a zámek Balthasar.
V listopadu 2019 byl otevřen v parku aquapark „Rulantica“.